# Alix Le Clerc
Pour les articles homonymes, voir Sainte Alix et Alix.
Alix Le Clerc, en religion Mère Thérèse de Jésus, née le 2 février 1576 à Remiremont et morte le 9 janvier 1622 à Nancy (France), est une religieuse lorraine.
Éducatrice, créatrice d'écoles, elle fonde avec Pierre Fourier un ordre religieux d'enseignantes, les Chanoinesses de Saint-Augustin de la congrégation Notre-Dame. Elle est béatifiée en 1947 par Pie XII.

## Enfance et vocation
Alix Le Clerc est née le 2 février 1576 à Remiremont, cité connue pour son chapitre de Dames Chanoinesses Nobles  - qui devaient justifier de 16 quartiers de noblesse - dont l'abbesse ne dépendait que du pape et de l'empereur. Alix Le Clerc vivra sous le règne de quatre abbesses : Renée de Dinteville(+1580), Barbe de Salm (+1602) - qui protégera efficacement la population contre l'épidémie de peste de 1588, Élisabeth de Salm puis en 1611, Catherine de Lorraine, tante du duc Charles IV de Lorraine et de la duchesse Nicole de Lorraine.
Son père, Jean Le Clerc, cité marchand bourgeois en 1579, devint doyen de la justice en 1582, puis grand échevin de la ville en 1587, et enfin maire en 1595. Mort en 1602 à Hymont, il avait épousé Anne Sagay, descendante d'une ancienne famille d'Épinal,.
Belle jeune fille, Alix était également riche et passa sa jeunesse dans la joie et l'insouciance, aimant danser et se divertir. Toutefois, après une maladie grave, de pieuses lectures l'amenèrent à réfléchir sur la futilité de sa vie.
C'est à cette époque que, pour des raisons de santé, son père dut partir pour le village d'Hymont. Alix en fut paradoxalement réjouie. Elle dira plus tard : « Ceci me réjouit, de me retirer du monde qui m'ennuyait sans en savoir la cause ». Toutefois, elle continua à vivre une vie de plaisir tout en découvrant petit à petit à quoi elle se sentait réellement destinée .
Ce ne fut qu'après une vision de la Vierge Marie, durant la grand-messe dans l'église Notre Dame, qu'elle prit conscience de sa vocation.

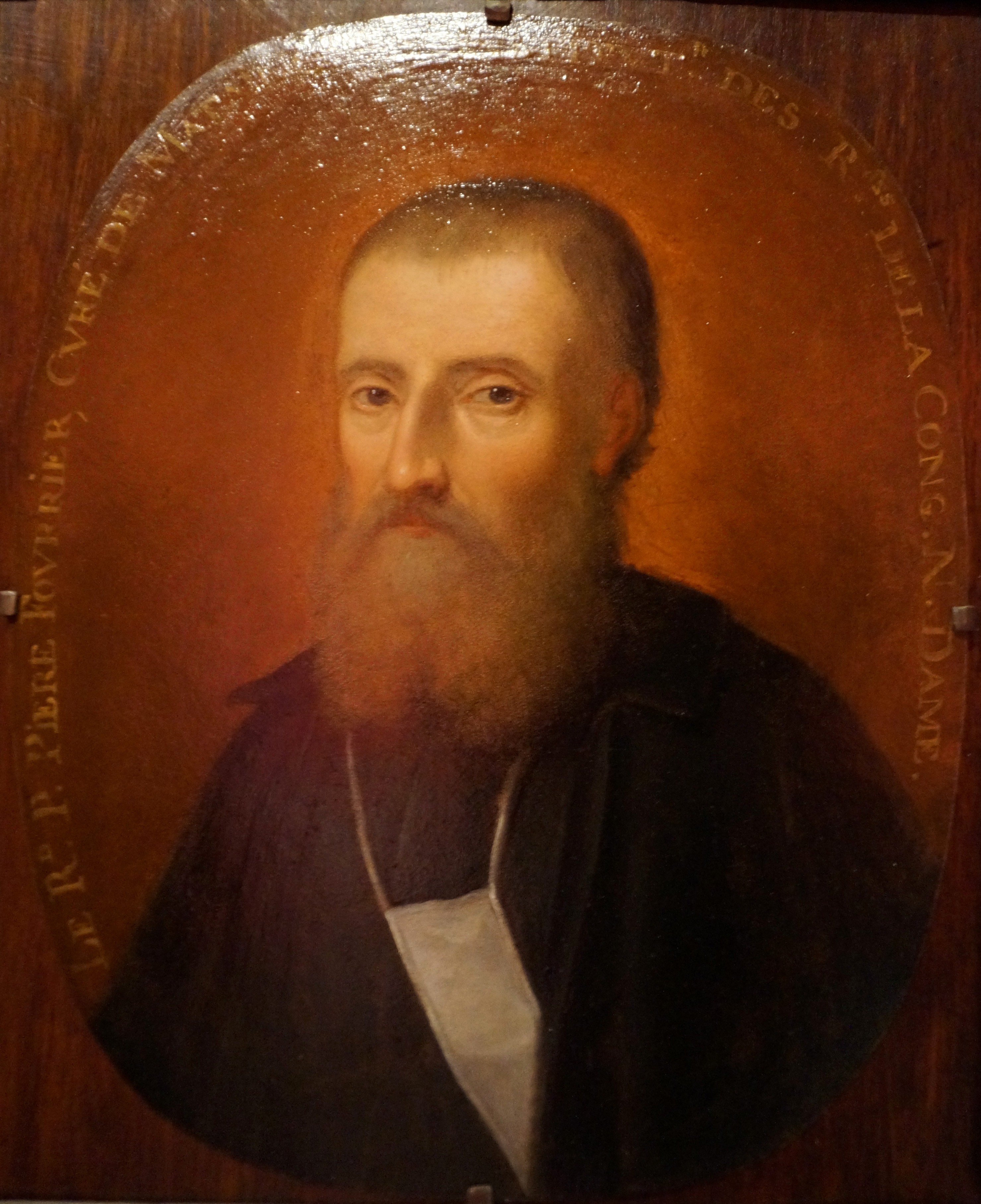
Pierre Fourier.

Immédiatement, elle changea de vie, s'habilla plus modestement, et refusa tout loisir, se consacrant exclusivement à la prière et aux mortifications, suscitant étonnement et quolibets de la part de son entourage.
C'est à cette époque que Pierre Fourier fut nommé curé de Mattaincourt le 1er juin 1597. Il devint son confesseur et son directeur spirituel.
C'est elle qui eut l'idée de fonder une « Maison nouvelle de filles pour y pratiquer tout le bien qu'on pourrait ». Pierre Fourier, auquel elle s'était confiée, essaya d'abord de tempérer son enthousiasme, avant de se rendre à ses raisons et de lui donner l'autorisation de prendre avec elle quelques compagnes, leur donnant l'ordre de s'occuper des pauvres de la région.
Le père d'Alix, souffrant des moqueries de son entourage quant au comportement de sa fille, l'envoya d'autorité dans un couvent à Ormes, tandis que deux nobles dames, Madame d'Apremont et la baronne de Fresnel, offraient d'accueillir à Poussay, lieu d'un chapitre de dames nobles (moins prestigieux que Remiremont ou Epinal mais plus que Bouxières), la petite communauté, emportant ainsi l'assentiment de Jean Le Clerc.
C'est ainsi qu'Alix et ses compagnes s'installèrent à l'ombre du chapitre de Poussay auxquelles elles n'étaient toutefois pas rattachées - n'étant pas nobles -  et ouvrirent leur première école destinée à l'éducation des filles à l'automne 1598.
Cette première fondation d'un établissement scolaire destiné aux petites filles ne sera pas oublié longtemps après par son célèbre compatriote vosgien, Jules Ferry, quand celui-ci évoquera « la naissance de l'instruction primaire en Lorraine, constituant l'acte de naissance de l'enseignement des filles en France »

## Son œuvre

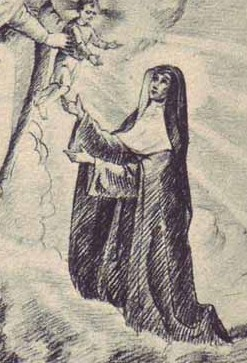
Extrait d'une gravure représentant Alix Le Clerc à genoux devant la Vierge et l'Enfant Jésus.

Malgré le succès de cette première école, la foi et l'enthousiasme de la communauté réunie autour d'Alix, les difficultés ne manquaient pas, à commencer par l'hostilité des dames du chapitre, toute de bonne noblesse, peu enclines à voir s'épanouir si près d'elles un groupe aussi vertueux et austère alors qu'elles-mêmes ne l'étaient guère. Madame d'Apremont réussit à persuader Alix et ses compagnes de s'installer à Mattaincourt dans une maison qu'elle venait d'acquérir. Ce qu'elles firent avec la protection de Pierre Fourier, curé du lieu.
C'est ce dernier qui se chargera de faire connaître l'œuvre, d'abord à l'évêque de Toul, Jean des Porcelets de Maillane, puis au primat de Lorraine, et enfin à Rome pour obtenir l'approbation du pape Urbain VIII. Celle-ci n'arrivera qu'en 1628, six ans après la mort d'Alix.
Pendant ce temps, de nouvelles écoles étaient fondées, à Saint-Mihiel, et aussi à Nancy où le cardinal Charles de Lorraine signait l'acte d'approbation de la Congrégation de la Bienheureuse Vierge Marie, le 8 décembre 1603.
Le 21 novembre 1617, a lieu la première vêture des religieuses, cérémonie présidée par le primat de Lorraine, en présence bien sûr de Pierre Fourier, curé de Mattaincourt. C'est lors de cette cérémonie qu'Alix Le Clerc prit le nom de Mère Thérèse de Jésus.
De nombreuses écoles furent fondées d'abord dans le duché de Lorraine et le duché de Bar puis dans les pays voisins : France, Pays-Bas espagnols, Empire :
- 1604 : Pont-à-Mousson
- 1605 : Saint-Nicolas-de-Port
- 1608 : Verdun
- 1613 : Châlons-sur-Marne
- 1618 : Bar-le-Duc
- 1619 : Mirecourt
- 1620 : Épinal
- 1621 : La Mothe-en-Bassigny, Soissons
- 1627 : Luxembourg. Les Sœurs ont le mérite d’avoir été les premières à instruire des jeunes filles dans ce pays. L’enseignement était gratuit ; le matériel scolaire était fourni par les Sœurs.
- 1766 : Le duché de Bar et le duché de Lorraine deviennent Français.
- 1793 : Révolution française. Dispersion des trente Sœurs. Vente publique de leurs bâtiments.
- 1808 : Les Sœurs de la Congrégation Notre-Dame reviennent à Luxembourg et ouvrent de nouveau l’École en septembre 1808. Au début du XIXe siècle les Sœurs créent un pensionnat pour accueillir des jeunes filles.
- 1810 : Les Sœurs occupent l’ancien Refuge des Bénédictins de Münster (Maison de Gerden), rue de la Trinité, aujourd’hui rue de la Congrégation.
- 1817 : Les Sœurs accueillent pendant six années des orphelines du Grund.
- 1835 : Ouverture de l’ « École Ouvrière » pour jeunes filles. Cette école connaîtra un grand succès et durera jusqu’en 1941.

D'autres fondations eurent lieu après le décès d'Alix.
À la veille de la Révolution, l'œuvre comportait 84 monastères et 4000 religieuses.
Au XIXe siècle, les religieuses possédaient trois pensionnats réputés à Paris : le Roule, les Oiseaux, et l'abbaye-aux-Bois où Madame Récamier s'était retirée et où le vieux Chateaubriand venait lire à ses vieilles admiratrices le manuscrit des Mémoires d'outre-tombe.
En dehors de la France, trois Tiers-ordres de Notre-Dame, branches parallèles, connaissaient une grande expansion en Europe centrale et aux Amériques : on dénombrait en 1947, 1 427 maisons et 15 400 religieuses .
À la fin du XIXe siècle, la congrégation possédait encore 27 monastères et 1 200 religieuses, tandis que des unions s'ouvraient à l'étranger. Ce n'est qu'à partir du concile Vatican II (1962) que la congrégation va être définitivement reconnue dans sa forme définitive, à la suite d'un processus d'unification (union de Jupille de 1910, et union romaine de 1932),

## La fin de sa vie
Alix faisait de nombreux voyages entre les différentes communautés qu'elle avait fondées, se dépensant sans compter pour leur édification, prenant aussi conseil d'autres ordres déjà constitués, allant jusqu'à Paris. En septembre 1621 elle tomba gravement malade jusqu'à ne plus pouvoir quitter sa chambre. Elle reçut de nombreuses visites dont celles d'éminents personnages venus lui demander son aide spirituelle.
Le jour de l'Épiphanie 1622, trois jours avant sa mort, elle réunit sa communauté et leur dit : « Je me souviendrai de vous toutes devant Dieu. Pour votre compte, conservez-vous toujours dans la plus entière union, usant de charité les uns envers les autres, car la charité et l'union sont les seuls moyens de maintenir votre Ordre ».
Elle mourut le 9 janvier 1622, à Nancy.

## Après sa mort
Pendant trois jours, le monastère de Nancy fut assailli par la foule qui voulait se recueillir une dernière fois devant la dépouille de celle qu'ils considéraient déjà comme une sainte à l'instar du duc Henri II de Lorraine qui disait : « Je ne puis m'éloigner de cette bonne Mère que je considère comme une sainte ».
Des miracles furent attestés sur sa tombe, des guérisons qui déroutaient les praticiens, tous consignés par la maison ducale, et publiés en 1666 sous le titre de Vie de la Mère Alix Le Clerc.
Une fois la Révolution passée, qui vit la disparition de toutes les congrégations, la cause en béatification de Mère Alix Le Clerc fut reprise à la suite des écrits d'Albert Gandelet en 1870-80, par les évêques de Saint Dié et de Nancy. Le 21 février 1899 le pape Léon XIII proclamait Alix Le Clerc vénérable.
Le décret de béatification fut promulgué le 4 mai 1947 par le pape Pie XII, et les cérémonies se déroulèrent le 4 mai de cette même année.
Alix Le Clerc est fêtée le 9 janvier.
Les reliques de la bienheureuse Alix Le Clerc ont été solennellement transférées en octobre 2007 en la cathédrale Notre-Dame-de-l'Annonciation de Nancy.

## Vénération

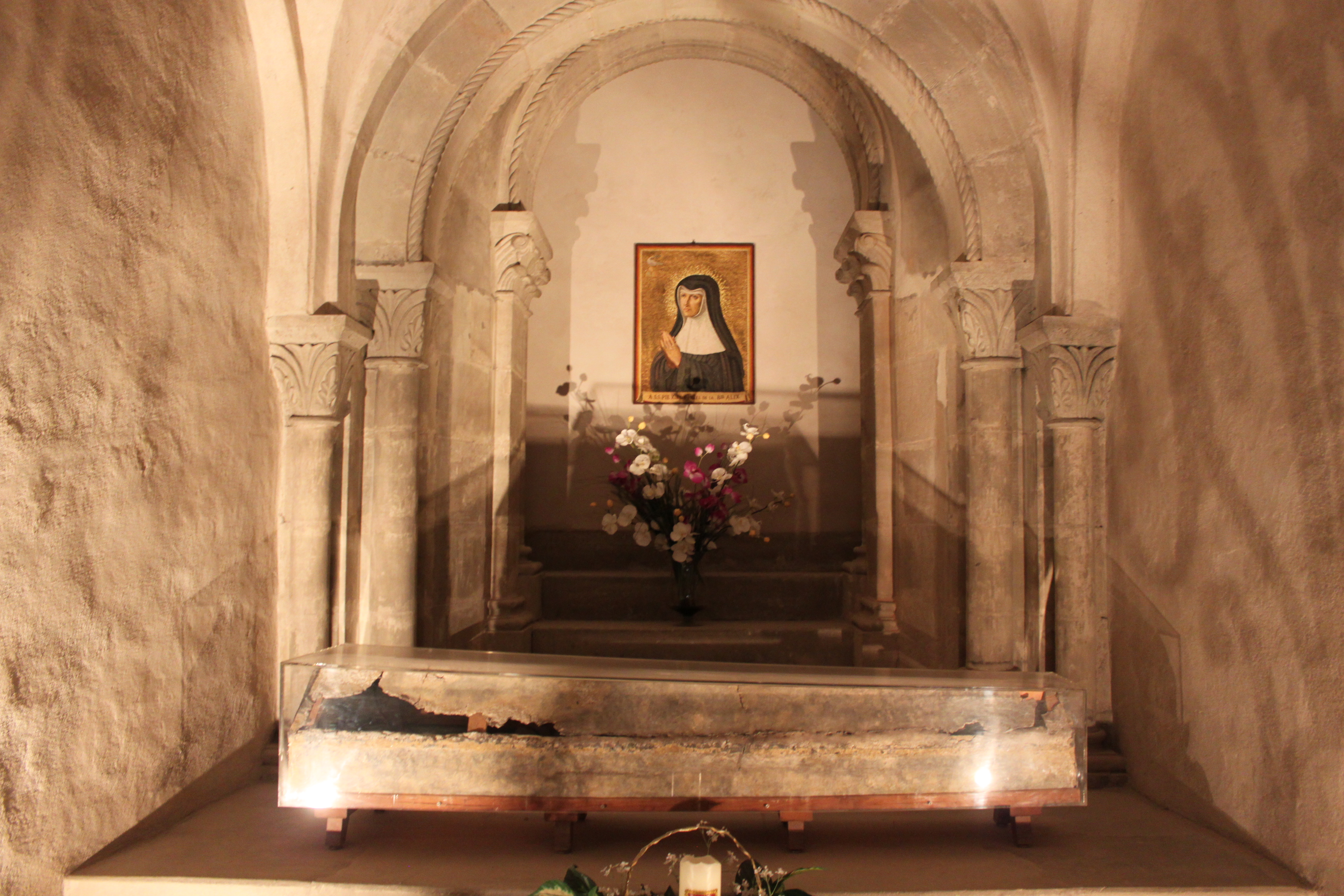
Son cercueil à l'église collégiale Saint-Pierre de Remiremont.

En 1950 Claude et Pierre Sorlat, jeunes étudiants nancéiens trouvent un cercueil enterré a 1,5 mètre de profondeur dans le sol d'une cave rue Maurice Barrès. En effet, ils faisaient partie du Hot Club de France et en aménageant la cave de cet immeuble pour la transformer en salle de concert, ils trouvèrent fortuitement un cercueil de plomb. Longtemps conservées par le lycée Notre-Dame Saint-Sigisbert, ses reliques ont été transférées à la cathédrale de Nancy le 14 octobre 2007. Son cercueil est conservé et visible dans la partie basse de l'église collégiale Saint-Pierre de Remiremont, sa ville natale.
Une chapelle lui est dédiée, sur la gauche du chœur de la basilique Saint-Pierre-Fourier de Mattaincourt. Une autre chapelle, à l'Institution Notre-Dame d'Épinal, lui est aussi dédiée depuis 1961.
Plusieurs monastères portent son nom, en Belgique, au Brésil et aux Pays-Bas. C'est dans ce dernier qu'est conservée la seule statue existante de la bienheureuse, une statuette en bois sculpté du XVIIIe siècle. Une école catholique porte son nom à La Hulpe en Belgique.

## Iconographie
- La première gravure connue est datée de 1616, elle la représente couronnée de roses, lors de sa prise d'habit. Elle est l'œuvre d'un artiste flamand, Michel van Lochom.
- Une gravure signée Herman Weyren présente « La vraye effigie de la bien-heureuse Mère Alix Le Clerc ».
- Trois tableaux du XVIIIe siècle la représentent devant saint Pierre Fourier
- Plusieurs vitraux modernes en son honneur se trouvent à Mattaincourt
- Une grande statue en fonte a été retrouvée sous terre dans la cour de récréation de l'Institut Alix Leclerc de La Hulpe en mai 2000.  A ce jour, la raison de cette sculpture cachée demeure inconnue.  Depuis lors, après sa bénédiction par l'abbé Alain de Maere, curé de la paroisse, elle a été placée en pleine lumière le long des bâtiments.